# Vuelta a Gran Bretaña 2016
La 77.ª edición de la Vuelta a Gran Bretaña (oficialmente: Tour of Britain) se celebró entre el 4 y el 11 de septiembre de 2016 con inicio en Glasgow y final en Londres en Reino Unido. El recorrido constó de un total de ocho etapas, de las cuales la séptima etapa se dividió en dos subetapas para un total de nueve fracciones sobre una distancia total de 1296,9 km.
La carrera hizo parte del circuito UCI Europe Tour 2016 dentro de la categoría 2.HC y fue ganada por el ciclista británico Stephen Cummings del equipo Dimension Data. El podio lo completaron, en segundo lugar el ciclista australiano Rohan Dennis del equipo BMC Racing y en tercer lugar el ciclista neerlandés Tom Dumoulin del equipo Giant-Alpecin.

## Equipos participantes
Tomaron la partida un total de 21 equipos, de los cuales 11 son de categoría UCI WorldTeam, 4 Profesional Continental, 5 Continentales y la selección nacional del Reino Unido, quienes conformaron un pelotón de 124 ciclistas de los cuales terminaron 111. Los equipos participantes fueron:
| WorldTeams (11)- Dimension Data - Sky - Etixx-Quick Step - Movistar Team - BMC Racing Team - Cannondale-Drapac - Lotto-Soudal - Orica-BikeExchange - Giant-Alpecin - Lotto NL-Jumbo - Trek-Segafredo Equipos continentales profesionales (4)- Bardiani CSF - Caja Rural-Seguros RGA - ONE Pro Cycling - Wanty-Groupe Gobert Equipos continentales (5)- Wiggins - An Post-ChainReaction - JLT Condor - Madison Genesis - NFTO Equipo nacional- Gran Bretaña |
| |

## Recorrido
| Etapa       | Fecha     | Recorrido                | type                    | Distancia (km) | Ganador           | Líder            |
| ----------- | --------- | ------------------------ | ----------------------- | -------------- | ----------------- | ---------------- |
| 1.ª etapa   | 4 de sep  | Glasgow – Castle Douglas | etapa escarpada         | 161,6          | André Greipel     | André Greipel    |
| 2.ª etapa   | 5 de sep  | Carlisle – Kendal        | etapa escarpada         | 188,2          | Julien Vermote    | Julien Vermote   |
| 3.ª etapa   | 6 de sep  | Congleton – Knutsford    | etapa escarpada         | 179,4          | Ian Stannard      | Julien Vermote   |
| 4.ª etapa   | 7 de sep  | Denbigh – Builth Wells   | etapa escarpada         | 218            | Dylan Groenewegen | Julien Vermote   |
| 5.ª etapa   | 8 de sep  | Aberdare – Bath          | etapa escarpada         | 194,5          | Jack Bauer        | Julien Vermote   |
| 6.ª etapa   | 9 de sep  | Sidmouth – Haytor        | etapa escarpada         | 150            | Wout Poels        | Stephen Cummings |
| 7.ª etapa a | 10 de sep | Bristol – Bristol        | contrarreloj individual | 15             | Tony Martin       | Stephen Cummings |
| 7.ª etapa b | 10 de sep | Bristol – Bristol        | etapa escarpada         | 90             | Rohan Dennis      | Stephen Cummings |
| 8.ª etapa   | 11 de sep | Londres – Londres        | etapa llana             | 100            | Caleb Ewan        | Stephen Cummings |

## Clasificaciones finales
Las clasificaciones finalizaron de la siguiente forma:

### Clasificación general
| \| Clasificación general \| Clasificación general \| Clasificación general \| Clasificación general \| Clasificación general \| \| Ciclista \| Ciclista \| Equipo \| Tiempo \| \| \| --------------------- \| --------------------- \| --------------------- \| --------------------- \| --------------------- \| \| 1.º \| Stephen Cummings \| Dimension Data \| 31 h 30 min 45 s \| \| \| 2.º \| Rohan Dennis \| BMC Racing Team \| + 26 s \| \| \| 3.º \| Tom Dumoulin \| Giant-Alpecin \| + 38 s \| \| \| 4.º \| Tony Gallopin \| Lotto-Soudal \| + 1 min 02 s \| \| \| 5.º \| Dylan van Baarle \| Cannondale-Drapac \| + 1 min 21 s \| \| \| 6.º \| Nicolas Roche \| Team Sky \| + 1 min 26 s \| \| \| 7.º \| Xandro Meurisse \| Wanty-Groupe Gobert \| + 1 min 48 s \| \| \| 8.º \| Benjamin Swift \| Team Sky \| + 1 min 52 s \| \| \| 9.º \| Julien Vermote \| Etixx-Quick Step \| + 2 min 12 s \| \| \| 10.º \| Jacopo Mosca \| Trek-Segafredo \| + 2 min 32 s \| \| |                  |                     |                  |
| |                  |                     |                  |
| Fuente: ProCyclingStats |                  |                     |                  |
| Clasificación general |                  |                     |                  |
| Ciclista | Ciclista         | Equipo              | Tiempo           |
| 1.º | Stephen Cummings | Dimension Data      | 31 h 30 min 45 s |
| 2.º | Rohan Dennis     | BMC Racing Team     | + 26 s           |
| 3.º | Tom Dumoulin     | Giant-Alpecin       | + 38 s           |
| 4.º | Tony Gallopin    | Lotto-Soudal        | + 1 min 02 s     |
| 5.º | Dylan van Baarle | Cannondale-Drapac   | + 1 min 21 s     |
| 6.º | Nicolas Roche    | Team Sky            | + 1 min 26 s     |
| 7.º | Xandro Meurisse  | Wanty-Groupe Gobert | + 1 min 48 s     |
| 8.º | Benjamin Swift   | Team Sky            | + 1 min 52 s     |
| 9.º | Julien Vermote   | Etixx-Quick Step    | + 2 min 12 s     |
| 10.º | Jacopo Mosca     | Trek-Segafredo      | + 2 min 32 s     |

### Clasificación por puntos
| Clasificación por puntos | Clasificación por puntos | Clasificación por puntos | Clasificación por puntos | Clasificación por puntos |
| Ciclista                 | Ciclista                 | Equipo                   | Puntos                   |                          |
| ------------------------ | ------------------------ | ------------------------ | ------------------------ | ------------------------ |
| 1.º                      | Dylan Groenewegen        | LottoNL-Jumbo            | 53 pts                   |                          |
| 2.º                      | Rohan Dennis             | BMC Racing Team          | 47 pts                   |                          |
| 3.º                      | Caleb Ewan               | Orica-BikeExchange       | 41 pts                   |                          |
| 4.º                      | Tom Dumoulin             | Giant-Alpecin            | 41 pts                   |                          |
| 5.º                      | Tony Gallopin            | Lotto-Soudal             | 39 pts                   |                          |
| 6.º                      | Dylan van Baarle         | Cannondale-Drapac        | 39 pts                   |                          |
| 7.º                      | Daniel McLay             | Fortuneo-Vital Concept   | 38 pts                   |                          |
| 8.º                      | Boy van Poppel           | Trek-Segafredo           | 37 pts                   |                          |
| 9.º                      | Nicola Ruffoni           | Bardiani CSF             | 36 pts                   |                          |
| 10.º                     | Stephen Cummings         | Dimension Data           | 35 pts                   |                          |

### Clasificación de la montaña
| Clasificación de la montaña | Clasificación de la montaña | Clasificación de la montaña | Clasificación de la montaña | Clasificación de la montaña |
| Ciclista                    | Ciclista                    | Equipo                      | Puntos                      |                             |
| --------------------------- | --------------------------- | --------------------------- | --------------------------- | --------------------------- |
| 1.º                         | Xandro Meurisse             | Wanty-Groupe Gobert         | 60 pts                      |                             |
| 2.º                         | Nicolas Roche               | Team Sky                    | 42 pts                      |                             |
| 3.º                         | Miguel Ángel Benito         | Caja Rural-Seguros RGA      | 27 pts                      |                             |
| 4.º                         | Kristian House              | ONE Pro Cycling             | 26 pts                      |                             |
| 5.º                         | Jonathan McEvoy             | NFTO                        | 25 pts                      |                             |
| 6.º                         | Ian Stannard                | Team Sky                    | 21 pts                      |                             |
| 7.º                         | Peter Williams              | ONE Pro Cycling             | 20 pts                      |                             |
| 8.º                         | Rohan Dennis                | BMC Racing Team             | 20 pts                      |                             |
| 9.º                         | Wout Poels                  | Team Sky                    | 17 pts                      |                             |
| 10.º                        | Jacopo Mosca                | Trek-Segafredo              | 17 pts                      |                             |

### Clasificación de las metas volantes
| Clasificación de las metas volantes | Clasificación de las metas volantes | Clasificación de las metas volantes | Clasificación de las metas volantes | Clasificación de las metas volantes |
| Ciclista                            | Ciclista                            | Equipo                              | Puntos                              |                                     |
| ----------------------------------- | ----------------------------------- | ----------------------------------- | ----------------------------------- | ----------------------------------- |
| 1.º                                 | Jasper Bovenhuis                    | An Post-ChainReaction               | 24 pts                              |                                     |
| 2.º                                 | André Greipel                       | Lotto-Soudal                        | 12 pts                              |                                     |
| 3.º                                 | Jonathan McEvoy                     | NFTO                                | 10 pts                              |                                     |
| 4.º                                 | Mathew Cronshaw                     | Madison Genesis                     | 6 pts                               |                                     |
| 5.º                                 | Peter Williams                      | ONE Pro Cycling                     | 6 pts                               |                                     |
| 6.º                                 | Miguel Ángel Benito                 | Caja Rural-Seguros RGA              | 6 pts                               |                                     |
| 7.º                                 | Conor Dunne                         | JLT Condor                          | 6 pts                               |                                     |
| 8.º                                 | Tony Gallopin                       | Lotto-Soudal                        | 5 pts                               |                                     |
| 9.º                                 | Erick Rowsell                       | Madison Genesis                     | 5 pts                               |                                     |
| 10.º                                | Giovanni Visconti                   | Movistar Team                       | 5 pts                               |                                     |

### Clasificación por equipos
| Clasificación por equipos | Clasificación por equipos | Clasificación por equipos | Clasificación por equipos |
| Equipo                    | Equipo                    | Tiempo                    |                           |
| ------------------------- | ------------------------- | ------------------------- | ------------------------- |
| 1.º                       | Sky                       | 94 h 43 min 33 s          |                           |
| 2.º                       | Wanty-Groupe Gobert       | + 1 min 17 s              |                           |
| 3.º                       | Etixx-Quick Step          | + 2 min 15 s              |                           |
| 4.º                       | Cannondale-Drapac         | + 9 min 17 s              |                           |
| 5.º                       | BMC Racing Team           | + 15 min 49 s             |                           |
| 6.º                       | Giant-Alpecin             | + 19 min 00 s             |                           |
| 7.º                       | JLT Condor                | + 21 min 39 s             |                           |
| 8.º                       | Caja Rural-Seguros RGA    | + 21 min 59 s             |                           |
| 9.º                       | Bardiani CSF              | + 24 min 04 s             |                           |
| 10.º                      | Movistar Team             | + 26 min 04 s             |                           |